# 張時修 (明朝)
張時脩（1554年—？），字德甫，號心斋，山西平陽府蒲州人，匠籍，明朝政治人物。

## 生平
萬曆七年（1579年）己卯科山西鄉試三十七名，萬曆十四年（1586年）丙戌科會試三百三十名，登三甲第一百二十五名進士。大理寺观政，本年八月授湖廣監利縣知縣，升嘉兴府同知，己未補真定府同知。

## 家族
曾祖張舒；祖父張儒林；父張相。母樊氏。慈侍下。兄時達。弟時敏、時措、時盛。